# 旭孝
旭 孝（あさひ たかし、1940年5月5日 - ）は、日本のフルート奏者。リコーダー奏者。オカリナ奏者。主にスタジオ・ミュージシャンとして活動し、数多のレコーディングに参加している。

## 来歴
小学生の頃、ハーモニカの数字譜を読み音楽に興味を覚える。中学校ではブラスバンド部に入部し、アルトホルン、コルネットを担当。3年生の時に初めてフルートを手にし我流で吹き始める。その後京都市立堀川高等学校音楽科を受験し合格すると、在校中よりフルート奏者の吉田雅夫や林りり子らの指導を受ける。高校卒業後は大阪市音楽団に入団し、9か月後に関西交響楽団(現・大阪フィルハーモニー交響楽団)に移籍、後に林りり子の勧めで上京し、1971年に東京交響楽団に入団。十数年に亘り活動した後フリーになり、CMや劇伴の仕事に携わる。
音楽仲間からは ″笛のおっちゃん″ のニックネームで親しまれており、これまでに数多のミュージシャンのレコーディングや、数々の映画、アニメーション作品等のサウンドトラックのレコーディングにも参加している。また、JASRAC文化事業コンサート ″音楽職人が創るステージ″ への参加や、さだまさしのツアーコンサートで全国各地を回るなど、幅広く活躍している。スタジオ・ミュージシャンの会である ″NPO法人RMAJ″ 会員。
近年は、フルート、アルトフルート、バスフルートのほかにもピッコロ、リコーダー、オカリナ、自作のケーナやパンパイプ、篠笛、その他様々な民族楽器を用いてスタジオ・ミュージシャンとして活動している。

## レコーディング参加作品

### あ行
阿川泰子
- 『SUNGLOW』（1981年）

池田聡
- 『JOY AND PAIN』（1987年）

石川セリ
- 『Möbius』（1982年）

石川ひとみ
- 『Inside/Outside』（1980年）

猪俣猛グループ
- 『JAZZ ROCK IN STRAVINSKY』（1970年）

イルカ
- 『ESSAY』（1986年）『ラピスの丘で ～Lapis lazuli～』（1993年）

岩崎宏美（益田宏美）
- 『誕生 〜BIRTH〜』（1989年）

EPO
- 『EPO Works』（1993年）

大貫妙子
- 『NEW MOON』（1990年）

尾崎亜美
- 『時間地図』（1987年）

Original Love
- 『ELEVEN GRAFFITI』（1997年）

### か行
角松敏生
- 『AFTER 5 CLASH』（1984年）

我那覇美奈
- 『魔女の条件』（1999年）

かまやつひろし
- 『Je M'appelle Monsieur～我が名はムッシュ』（2002年）

河合奈保子
- 『サマー・ヒロイン』（1982年）

菅野よう子
- 『Be Human』（2003年）

菊地雅章 + ギル・エヴァンス・オーケストラ
- 『MASABUMI KIKUCHI + GIL EVANS』（1972年）

菊池桃子
- 『ESCAPE FROM DIMENSION』（1987年）

久保田早紀
- 『夢がたり』（1979年）

KONTA
- 『even』（1994年）

### さ行
PSY・S
- 『HOME MADE』（1994年）

坂本真綾
- 「gravity」（2002年）

さだまさし
- 『風のおもかげ』（1983年）『Glass Age』（1984年）『ADVANTAGE』（1984年）『自分症候群』（1985年）

島谷ひとみ
- 『Heart&Symphony』（2005年）『PRIMA ROSA』（2006年）

スピッツ
- 『名前をつけてやる』（1991年）

### た行
多岐川裕美
- 『小夜Ⅱ』（1981年）

KYOHEI TSUTSUMI AND HIS 585BAND
- 『HIT MACHINE・筒美京平の世界』（1976年）

T-SQUARE & ROYAL PHILHARMONIC ORCHESTRA
- 『HARMONY』（1993年）

### な行
中崎英也
- 『Blue Days』（1993年）

中島みゆき
- 『中島みゆき』（1988年）

中原めいこ
- 『Mint』（1983年）

中村中
- 「風立ちぬ」（2008年）

西村由紀江
- 『Blue Horizon』（1996年）『明日のために』（2002年）『しあわせのかたち』（2004年）

### は行
服部克久
- 『音楽畑4 -A LA CARTE』（1987年）

浜崎あゆみ
- 『MY STORY Classical』（2005年）

### ま行
松田聖子
- 『SQUALL』『North Wind』（1980年）

松任谷由実
- 『流線形'80』（1978年）

ミステリー金田一バンド
- 『横溝正史の世界・金田一耕助の冒険』（1977年）

南野陽子
- 『GLOBAL』（1988年）

南佳孝
- 『NEW STANDARD』（1992年）

森川美穂
- 『FREESTYLE』（1992年）

### や行
やまがたすみこ
- 『Flying』（1977年）

山口百恵
- 『A Face in a Vision』（1979年）

山崎ハコ
- 『茜』（1981年）

山根康広
- 『DESTINY -夢を追いかけて-』（1994年）

遺言歌
- 『誰にも知られずに消えるしかないさ』（1971年）

### ら行
RIP SLYME
- 『RIP SLYME ORCHESTRA + PLUS』（2003年）

ロック・アカデミー弦楽四重奏団
- 『BACK TO BACHARACH』（1970年）

### わ行
渡辺真知子
- 『遠く離れて』（1979年）

## サウンドトラック
- 『さらば宇宙戦艦ヤマト 愛の戦士たち』（1978年）
- 『交響組曲 宇宙からのメッセージ』（1978年）
- 『キャプテンフューチャー 音楽集』（1979年）
- 『ベルサイユのばら　薔薇は美しく散る』（1979年）
- 『ヤマトよ永遠に 音楽集』Part1・Part2（1980年）
- 『ムーの白鯨 テーマ音楽集』（1980年）
- 『交響詩 さよなら銀河鉄道999』（1981年）
- 『交響組曲 宇宙戦艦ヤマトIII』（1981年）
- 『波光きらめく果て Burning Love』（1984年）
- 『必殺! THE HISSATSU SOUND』（1986年）
- 『王立宇宙軍 オネアミスの翼』（1987年）
- 『ドラゴンクエストの世界「ドラゴンクエストII」悪霊の神々』（1987年）
- 『誰かが彼女を愛してる サウンドトラック』（1992年）
- 『サイレントメビウス2』（1992年）
- 『家なき子 サウンドトラック』（1994年）
- 『ぼくの地球を守って イメージ・サウンドトラック Vol.2』（1994年）
- 『真昼の月 サウンドトラック』（1996年）
- 『もののけ姫 サウンドトラック』（1997年）
- 『ショムニ サウンドトラック』（1998年）
- 『HANA-BI』- 音楽：久石譲（1998年）
- 『時雨の記 サウンドトラック』- 音楽：久石譲（1998年）
- 『カードキャプターさくら オリジナル・サウンドトラック2』（1998年）
- 『ファイナルファンタジーVIII』オリジナル・サウンドトラック（1998年）
- 『魔女の条件』オリジナル・サウンドトラック（1999年）
- 『プセの冒険 真紅の魔法靴 (Le Petit Poucet) 』サウンドトラック - 音楽：久石譲（2001年）
- 『犬夜叉 時代を越える想い 音楽篇』（2001年）
- 『ルパン三世 EPISODE:0 ファーストコンタクト』オリジナル・サウンドトラック（2002年）
- 『ワンダと巨像 大地の咆哮』オリジナル・サウンドトラック - 音楽：大谷幸（2005年）
- 『アキレスと亀』オリジナル・サウンドトラック - 音楽：梶浦由記（2008年）
- 『翠星のガルガンティア』オリジナル・サウンドトラック - 音楽：岩代太郎（2013年）